# Hal Moore

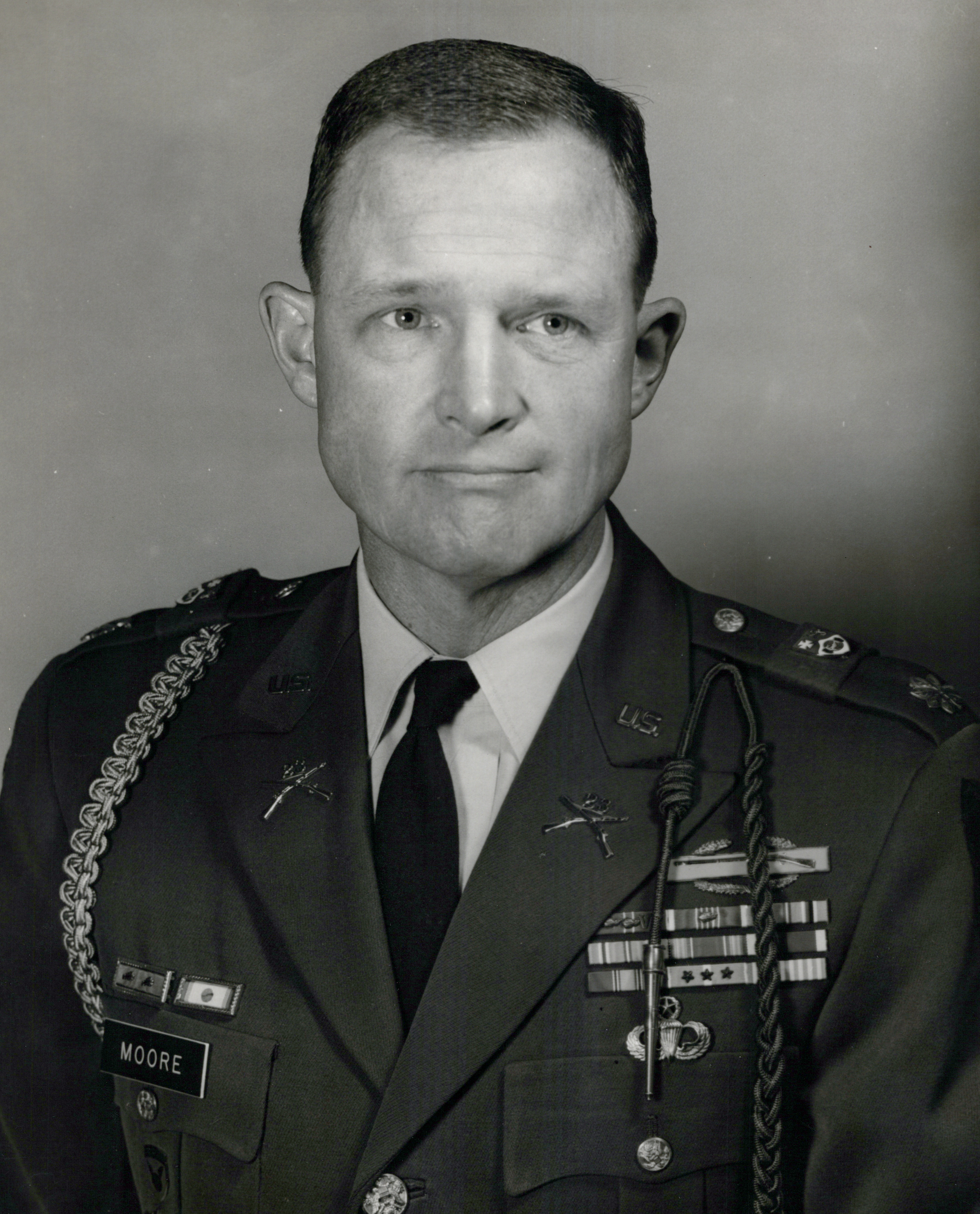
Hal Moore

Harold Gregory "Hal" Moore (Bardstown, Kentucky, 13 februari 1922 - 10 februari 2017) was een luitenant-generaal in het Amerikaanse leger. Hij is het meest bekend vanwege zijn rol als bevelhebber van het 1st Battalion, 7th Cavalry Regiment, tijdens de Slag bij Ia Drang in 1965 tijdens de Vietnamoorlog.

## Vroege leven en militaire carrière
Hal Moore studeerde af aan de United States Military Academy in West Point in 1945. Na zijn afstuderen diende hij in verschillende commando- en stafposities, zowel in de Verenigde Staten als in het buitenland.

## Slag bij Ia Drang
De Slag bij Ia Drang vond plaats van 14 tot 18 november 1965 in de Zuid-Vietnamese Centrale Hooglanden bij Pleiku. Hal Moore was de bevelhebber van het 1st Battalion, 7th Cavalry Regiment, dat tijdens de slag werd ingesloten door een grote troepenmacht van het Noord-Vietnamese leger. Ondanks overweldigende vijandelijke druk, leidde Moore zijn troepen met onderscheid en vastberadenheid.

## Latere leven
Na zijn dienst in Vietnam bekleedde Moore verschillende posities binnen het leger, waaronder instructeur aan de United States Military Academy en bevelhebber van de U.S. Army Infantry School. Hij ging met pensioen als luitenant-generaal in 1977.
Hal Moore werd erkend als een inspirerende leider en kreeg verschillende onderscheidingen, waaronder het Distinguished Service Cross en de Bronze Star Medal. Zijn rol tijdens de Slag bij Ia Drang werd later gedocumenteerd in het boek "We Were Soldiers Once... And Young" van journalist Joe Galloway, en in de film We Were Soldiers uit 2002, waarin zijn rol werd vertolkt door acteur Mel Gibson.
Hal Moore overleed op 10 februari 2017 op 94-jarige leeftijd.

## Vernoeming van Fort Benning
Als eerbetoon aan Hal Moore en zijn vrouw Julia Compton Moore, werd op 11 mei 2023 de naam van Fort Benning in Georgia officieel gewijzigd naar Fort Moore. Fort Moore is een belangrijke Amerikaanse militaire basis en trainingscentrum voor het Amerikaanse leger.
- Bibliothèque nationale de France: cb13327175c (data)
- CiNii: DA15239053
- International Standard Name Identifier: 0000 0000 8376 2086
- Library of Congress Control Number: n92027649
- Nationale Bibliotheek van Tsjechië: xx0050493
- Nationale Bibliotheek van Israël: 987007434316305171
- SNAC: w6c85p8r
- Système universitaire de documentation: 035654279
- Virtual International Authority File: 41986253
- WorldCat: E39PBJwX7VqFhK7xtX99cYg3Qq